# Joe Wylie
Joseph Jay Wylie (Washington D. C.; 10 de febrero de 1968) es un exjugador de baloncesto estadounidense. Con 2,03 de estatura, su puesto natural en la cancha era el de ala-pívot. 

## Trayectoria
- CB Collado Villalba (1991)
- Columbus Horizon (1991-1992)
- Nasas (1992-1993)
- CB Guadalajara (1993-1994)
- Chorale Roanne Basket (1994)
- Vaqueros de Bayamón (1994)
- Peñarol Mar de Plata (1995)
- Vaqueros de Bayamón (1995)
- Besiktas (1995-1996)
- Gigantes de Carolina (1996)
- Basket Rimini (1996-1997)
- Vaqueros de Bayamón (1997)
- A.P.L. Pozzuoli (1997-1998)
- Hapoel Holon (1998)
- Bnei Herzliya (1998)
- Vaqueros de Bayamón (1998)
- Benfica (1999)
- San Miguel Beermen (1999)
- Leones de Ponce (1999)
- Ratiopharm Ulm (1999-2000)
- Leones de Ponce (2000)
- Hapoel Holon (2000-2001)
- Brujos de Guayama (2001)
- VVS Samara (2001-2002)
- Cajasur Córdoba (2002)
- Debreceni Vadk. (2004-2005)
- Kaposvári (2005)